# Väljaotsa (Türi)
Pour les articles homonymes, voir Väljaotsa.
Väljaotsa est un village de la commune de Türi du comté de Järva en Estonie.
Au 31 décembre 2011, il compte 675 habitants.